# WSE Trophy 2024-2025
La WSE Trophy 2024-2025 è la 1ª edizione dell'omonima competizione europea di hockey su pista riservata alle squadre di club. Il torneo avrà inizio il 30 novembre 2024 e si concluderà il 6 aprile 2025.
Il titolo è stato conquistato dagli spagnoli del PAS Alcoy per la prima volta nella loro storia sconfiggendo in finale i francesi del Coutras.

## Squadre partecipanti
| Nazione  | Club            | Città               | Qualificazione                                 |
| -------- | --------------- | ------------------- | ---------------------------------------------- |
| Francia  | Coutras         | Coutras             |                                                |
| Francia  | Roubaix         | Roubaix             |                                                |
| Germania | Cronenberg      | Wuppertal           |                                                |
| Germania | Düsseldorf Nord | Düsseldorf          |                                                |
| Germania | Walsum          | Duisburg            |                                                |
| Italia   | Follonica       | Follonica           | 4º nel girone 1 WSE Champions League 2024-2025 |
| Spagna   | PAS Alcoy       | Alcoy               |                                                |
| Svizzera | Biasca          | Biasca              |                                                |
| Svizzera | Diessbach       | Diessbach bei Büren | 4º nel girone 3 WSE Champions League 2024-2025 |
| Svizzera | Thunerstern     | Thun                |                                                |

## Risultati

### Primo turno
Le gare di andata sono state disputate il 30 novembre mentre le gare di ritorno saranno disputate il 14 dicembre 2024.
| Squadra 1  | Totale | Squadra 2       | Andata | Ritorno |
| ---------- | ------ | --------------- | ------ | ------- |
| Cronenberg | 7 - 3  | Thunerstern     | 5 - 3  | 2 - 0   |
| Roubaix    | 13 - 6 | Düsseldorf Nord | 8 - 4  | 5 - 2   |

### Quarti di finale
Le gare di andata saranno disputate l'8 febbraio mentre le gare di ritorno saranno disputate il 1º marzo 2025.
| Squadra 1 | Totale  | Squadra 2  | Andata | Ritorno |
| --------- | ------- | ---------- | ------ | ------- |
| Diessbach | 2 - 4   | PAS Alcoy  | 2 - 2  | 0 - 2   |
| Biasca    | 10 - 7  | Walsum     | 5 - 2  | 5 - 5   |
| Roubaix   | 10 - 16 | Coutras    | 7 - 5  | 3 - 11  |
| Follonica | 18 - 3  | Cronenberg | 11 - 0 | 7 - 3   |

### Final Four
La Final Four della manifestazione si disputerà dal 5 al 6 aprile 2025.
|  | Semifinali | Semifinali | Semifinali |           |         | Finale  | Finale | Finale |  |
|  |            |            |            |           |         |         |        |        |  |
|  | Biasca     | Biasca     | 0          |           |         |         |        |        |  |
|  | Biasca     | Biasca     | 0          |           |         |         |        |        |  |
|  | Coutras    | Coutras    | 2          |           |         |         |        |        |  |
|  | Coutras    | Coutras    | 2          |           | Coutras | Coutras | 2      |        |  |
|  |            |            |            |           | Coutras | Coutras | 2      |        |  |
|  |            |            | PAS Alcoy  | PAS Alcoy | 4       |         |        |        |  |
|  | Follonica  | Follonica  | PAS Alcoy  | PAS Alcoy | 4       | 6(1)    |        |        |  |
|  | Follonica  | Follonica  |            |           |         |         |        |        |  |
|  | PAS Alcoy  | PAS Alcoy  | 6(2)       |           |         |         |        |        |  |